# 卡爾文山
71°17′S 165°6′E / 71.283°S 165.100°E
卡爾文山（英語：Mount Calvin）是南極洲的山峰，位於維多利亞地，屬於埃弗雷特山脈的一部分，處於皮隆峰東南面7公里，海拔高度1,600米，該山峰以美國海軍的指揮官命名。